# Ducado de Bivona
El ducado de Bivona (del italiano: ducato di Bivona) es un título nobiliario hispano-siciliano creado el 22 de mayo de 1554 por el rey Carlos I a favor de Pedro de Luna y Peralta, X conde de Caltabellotta y señor de Bivona, localidad siciliana de la actual provincia italiana de  Agrigento sobre la que los duques ostentaron un señorío jurisdiccional hasta la abolición del feudalismo siciliano. 
Ostentando de forma independiente solo durante tres generaciones, se incorporó a la casa de Montalto y con esta a la casa de Villafranca y seguidamente a la de Medina Sidonia en el siglo XVIII. El XVII duque de Medina Sidonia cedió el título a su hermano menor, José María Álvarez de Toledo y Palafox, que obtuvo reconocimiento, como título del reino, por parte de la reina Isabel II, como I duque de Bivona, concediéndole la grandeza de España el 7 de julio de 1865. En su descendencia, el ducado de Bivona acabó integrándose en la casa de Fernán Núñez.

## Duques de Bivona

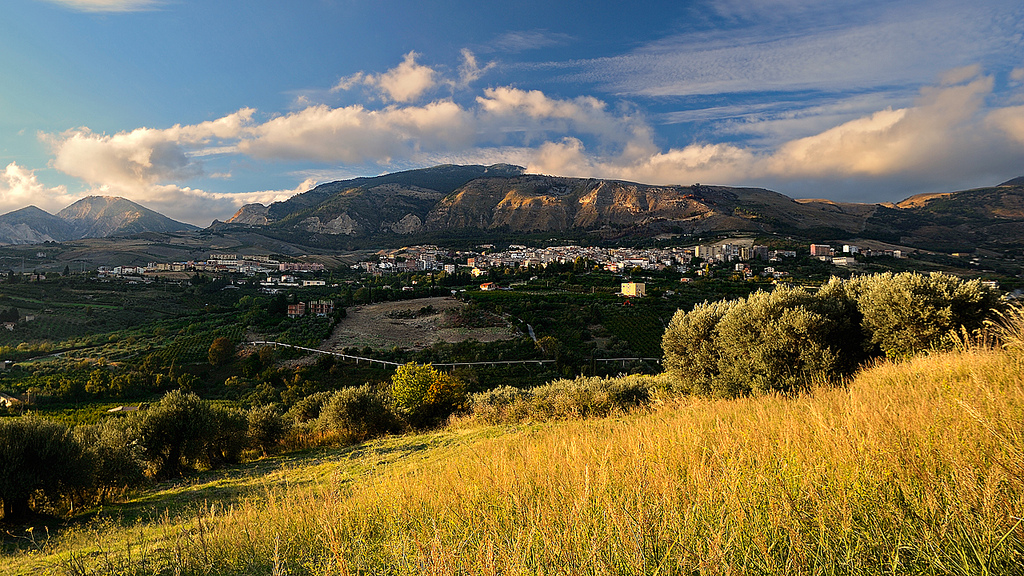
Vista de Bivona.

|                             | Titular                                            | Periodo                     |
| Creación por Carlos I       | Creación por Carlos I                              | Creación por Carlos I       |
| Título del reino de Sicilia | Título del reino de Sicilia                        | Título del reino de Sicilia |
| --------------------------- | -------------------------------------------------- | --------------------------- |
| I                           | Pedro de Luna y Peralta                            | 1555-1575                   |
| II                          | Pedro Julio de Luna y Peralta                      | 1575-1592                   |
| III                         | Luisa de Luna y Peralta                            | 1592-1619                   |
| IV                          | Antonio de Aragón y Moncada                        | 1619-1631                   |
| V                           | Luis Guillén de Moncada y Aragón                   | 1631-1672                   |
| VI                          | Fernando de Aragón y Moncada                       | 1672-1713                   |
| VII                         | Catalina de Moncada y Aragón                       | 1713-1727                   |
| VIII                        | Fadrique Álvarez de Toledo y Moncada               | 1727-1753                   |
| IX                          | Antonio Álvarez de Toledo y Pérez de Guzmán        | 1753-1773                   |
| X                           | José Álvarez de Toledo y Gonzaga                   | 1773-1796                   |
| XI                          | Francisco de Borja Álvarez de Toledo y Gonzaga     | 1796-1821                   |
| XII                         | Pedro de Alcántara Álvarez de Toledo y Palafox     | 1821-1865                   |
| Título del reino de España  |                                                    |                             |
| I                           | José María Álvarez de Toledo y Palafox             | 1865-1885                   |
| II                          | José María Álvarez de Toledo y Acuña               | 1885-1898                   |
| III                         | Tristán Álvarez de Toledo y Gutiérrez de la Concha | 1898-1926                   |
| IV                          | Silvia Álvarez de Toledo y Gutiérrez de la Concha  | 1926-1956                   |
| V                           | Manuel Falcó y Anchorena                           | 1956-actual titular         |

### Árbol genealógico
| Duques de Bivona                                          |
| --------------------------------------------------------- |
| Reconocidos en España Reconocidos en Italia Pretendientes |

|                                                                                                  |                                                                                                  |                                                                                                  |                                                                                                  |                                                                                                  |                                                                                                  |  |  | Pedro de Luna, i duque de Bivona († 1575) | | | | | |  |  | | | | | | |  |  |  |  |  |  |  |  |  |  |  |  |  |  |
|                                                                                                  |                                                                                                  |                                                                                                  |                                                                                                  |                                                                                                  |                                                                                                  |  |  | | | | | | |  |  | | | | | | |  |  |  |  |  |  |  |  |  |  |  |  |  |  |
|                                                                                                  |                                                                                                  |                                                                                                  |                                                                                                  |                                                                                                  |                                                                                                  |  |  | | | | | | |  |  | | | | | | |  |  |  |  |  |  |  |  |  |  |  |  |  |  |
| Pedro Julio de Luna, ii duque de Bivona († 1592)                                                 | Pedro Julio de Luna, ii duque de Bivona († 1592)                                                 | Pedro Julio de Luna, ii duque de Bivona († 1592)                                                 | Pedro Julio de Luna, ii duque de Bivona († 1592)                                                 | Pedro Julio de Luna, ii duque de Bivona († 1592)                                                 | Pedro Julio de Luna, ii duque de Bivona († 1592)                                                 |  |  | Luisa de Luna, princesa de Paternò, iii duquesa de Bivona († 1619)                                                                             | Luisa de Luna, princesa de Paternò, iii duquesa de Bivona († 1619)                                                                             | Luisa de Luna, princesa de Paternò, iii duquesa de Bivona († 1619)                                                                             | Luisa de Luna, princesa de Paternò, iii duquesa de Bivona († 1619)                                                                             | Luisa de Luna, princesa de Paternò, iii duquesa de Bivona († 1619)                                                                             | Luisa de Luna, princesa de Paternò, iii duquesa de Bivona († 1619)                                                                             |  |  | | | | | | |  |  |  |  |  |  |  |  |  |  |  |  |  |  |
| Pedro Julio de Luna, ii duque de Bivona († 1592)                                                 | Pedro Julio de Luna, ii duque de Bivona († 1592)                                                 | Pedro Julio de Luna, ii duque de Bivona († 1592)                                                 | Pedro Julio de Luna, ii duque de Bivona († 1592)                                                 | Pedro Julio de Luna, ii duque de Bivona († 1592)                                                 | Pedro Julio de Luna, ii duque de Bivona († 1592)                                                 |  |  | Luisa de Luna, princesa de Paternò, iii duquesa de Bivona († 1619)                                                                             | Luisa de Luna, princesa de Paternò, iii duquesa de Bivona († 1619)                                                                             | Luisa de Luna, princesa de Paternò, iii duquesa de Bivona († 1619)                                                                             | Luisa de Luna, princesa de Paternò, iii duquesa de Bivona († 1619)                                                                             | Luisa de Luna, princesa de Paternò, iii duquesa de Bivona († 1619)                                                                             | Luisa de Luna, princesa de Paternò, iii duquesa de Bivona († 1619)                                                                             |  |  | | | | | | |  |  |  |  |  |  |  |  |  |  |  |  |  |  |
|                                                                                                  |                                                                                                  |                                                                                                  |                                                                                                  |                                                                                                  |                                                                                                  |  |  | Francisco de Moncada, duque de Montalto, iii príncipe de Paternó (1572-1595)                                                                   | | | | | |  |  | | | | | | |  |  |  |  |  |  |  |  |  |  |  |  |  |  |
|                                                                                                  |                                                                                                  |                                                                                                  |                                                                                                  |                                                                                                  |                                                                                                  |  |  | | | | | | |  |  | | | | | | |  |  |  |  |  |  |  |  |  |  |  |  |  |  |
|                                                                                                  |                                                                                                  |                                                                                                  |                                                                                                  |                                                                                                  |                                                                                                  |  |  | Antonio de Aragón y Moncada, vi duque de Montalto, iv duque de Bivona (1589–1631)                                                              | | | | | |  |  | | | | | | |  |  |  |  |  |  |  |  |  |  |  |  |  |  |
|                                                                                                  |                                                                                                  |                                                                                                  |                                                                                                  |                                                                                                  |                                                                                                  |  |  | | | | | | |  |  | | | | | | |  |  |  |  |  |  |  |  |  |  |  |  |  |  |
|                                                                                                  |                                                                                                  |                                                                                                  |                                                                                                  |                                                                                                  |                                                                                                  |  |  | | | | | | |  |  | | | | | | |  |  |  |  |  |  |  |  |  |  |  |  |  |  |
|                                                                                                  |                                                                                                  |                                                                                                  |                                                                                                  |                                                                                                  |                                                                                                  |  |  | Luis Guillén de Moncada y Aragón, vii duque de Montalto, v duque de Bivona (1614–1672)                                                         | Luis Guillén de Moncada y Aragón, vii duque de Montalto, v duque de Bivona (1614–1672)                                                         | Luis Guillén de Moncada y Aragón, vii duque de Montalto, v duque de Bivona (1614–1672)                                                         | Luis Guillén de Moncada y Aragón, vii duque de Montalto, v duque de Bivona (1614–1672)                                                         | Luis Guillén de Moncada y Aragón, vii duque de Montalto, v duque de Bivona (1614–1672)                                                         | Luis Guillén de Moncada y Aragón, vii duque de Montalto, v duque de Bivona (1614–1672)                                                         |  |  | Ignacio de Moncada y La Cerda (1615–1689)                                                                    | Ignacio de Moncada y La Cerda (1615–1689)                                                                    | Ignacio de Moncada y La Cerda (1615–1689)                                                                    | Ignacio de Moncada y La Cerda (1615–1689)                                                                    | Ignacio de Moncada y La Cerda (1615–1689)                                                                    | Ignacio de Moncada y La Cerda (1615–1689)                                                                    |  |  |  |  |  |  |  |  |  |  |  |  |  |  |
|                                                                                                  |                                                                                                  |                                                                                                  |                                                                                                  |                                                                                                  |                                                                                                  |  |  | Luis Guillén de Moncada y Aragón, vii duque de Montalto, v duque de Bivona (1614–1672)                                                         | Luis Guillén de Moncada y Aragón, vii duque de Montalto, v duque de Bivona (1614–1672)                                                         | Luis Guillén de Moncada y Aragón, vii duque de Montalto, v duque de Bivona (1614–1672)                                                         | Luis Guillén de Moncada y Aragón, vii duque de Montalto, v duque de Bivona (1614–1672)                                                         | Luis Guillén de Moncada y Aragón, vii duque de Montalto, v duque de Bivona (1614–1672)                                                         | Luis Guillén de Moncada y Aragón, vii duque de Montalto, v duque de Bivona (1614–1672)                                                         |  |  | Ignacio de Moncada y La Cerda (1615–1689)                                                                    | Ignacio de Moncada y La Cerda (1615–1689)                                                                    | Ignacio de Moncada y La Cerda (1615–1689)                                                                    | Ignacio de Moncada y La Cerda (1615–1689)                                                                    | Ignacio de Moncada y La Cerda (1615–1689)                                                                    | Ignacio de Moncada y La Cerda (1615–1689)                                                                    |  |  |  |  |  |  |  |  |  |  |  |  |  |  |
|                                                                                                  |                                                                                                  |                                                                                                  |                                                                                                  |                                                                                                  |                                                                                                  |  |  | Fernando de Aragón y Moncada, viii duque de Montalto, vi duque de Bivona († 1713)                                                              | Fernando de Aragón y Moncada, viii duque de Montalto, vi duque de Bivona († 1713)                                                              | Fernando de Aragón y Moncada, viii duque de Montalto, vi duque de Bivona († 1713)                                                              | Fernando de Aragón y Moncada, viii duque de Montalto, vi duque de Bivona († 1713)                                                              | Fernando de Aragón y Moncada, viii duque de Montalto, vi duque de Bivona († 1713)                                                              | Fernando de Aragón y Moncada, viii duque de Montalto, vi duque de Bivona († 1713)                                                              |  |  | Fernando de Moncada, duque de San Juan (1649–1710)                                                           | Fernando de Moncada, duque de San Juan (1649–1710)                                                           | Fernando de Moncada, duque de San Juan (1649–1710)                                                           | Fernando de Moncada, duque de San Juan (1649–1710)                                                           | Fernando de Moncada, duque de San Juan (1649–1710)                                                           | Fernando de Moncada, duque de San Juan (1649–1710)                                                           |  |  |  |  |  |  |  |  |  |  |  |  |  |  |
|                                                                                                  |                                                                                                  |                                                                                                  |                                                                                                  |                                                                                                  |                                                                                                  |  |  | Fernando de Aragón y Moncada, viii duque de Montalto, vi duque de Bivona († 1713)                                                              | Fernando de Aragón y Moncada, viii duque de Montalto, vi duque de Bivona († 1713)                                                              | Fernando de Aragón y Moncada, viii duque de Montalto, vi duque de Bivona († 1713)                                                              | Fernando de Aragón y Moncada, viii duque de Montalto, vi duque de Bivona († 1713)                                                              | Fernando de Aragón y Moncada, viii duque de Montalto, vi duque de Bivona († 1713)                                                              | Fernando de Aragón y Moncada, viii duque de Montalto, vi duque de Bivona († 1713)                                                              |  |  | Fernando de Moncada, duque de San Juan (1649–1710)                                                           | Fernando de Moncada, duque de San Juan (1649–1710)                                                           | Fernando de Moncada, duque de San Juan (1649–1710)                                                           | Fernando de Moncada, duque de San Juan (1649–1710)                                                           | Fernando de Moncada, duque de San Juan (1649–1710)                                                           | Fernando de Moncada, duque de San Juan (1649–1710)                                                           |  |  |  |  |  |  |  |  |  |  |  |  |  |  |
|                                                                                                  |                                                                                                  |                                                                                                  |                                                                                                  |                                                                                                  |                                                                                                  |  |  | Catalina de Moncada y Aragón, marquesa de Villafranca, ix duquesa de Montalto, vii duquesa de Bivona (1665-1727)                               | Catalina de Moncada y Aragón, marquesa de Villafranca, ix duquesa de Montalto, vii duquesa de Bivona (1665-1727)                               | Catalina de Moncada y Aragón, marquesa de Villafranca, ix duquesa de Montalto, vii duquesa de Bivona (1665-1727)                               | Catalina de Moncada y Aragón, marquesa de Villafranca, ix duquesa de Montalto, vii duquesa de Bivona (1665-1727)                               | Catalina de Moncada y Aragón, marquesa de Villafranca, ix duquesa de Montalto, vii duquesa de Bivona (1665-1727)                               | Catalina de Moncada y Aragón, marquesa de Villafranca, ix duquesa de Montalto, vii duquesa de Bivona (1665-1727)                               |  |  | Luis Guillén de Moncada, vi duque de San Juan, ix duque de Montalto, vii duque de Bivona (1670–1743)         | Luis Guillén de Moncada, vi duque de San Juan, ix duque de Montalto, vii duque de Bivona (1670–1743)         | Luis Guillén de Moncada, vi duque de San Juan, ix duque de Montalto, vii duque de Bivona (1670–1743)         | Luis Guillén de Moncada, vi duque de San Juan, ix duque de Montalto, vii duque de Bivona (1670–1743)         | Luis Guillén de Moncada, vi duque de San Juan, ix duque de Montalto, vii duque de Bivona (1670–1743)         | Luis Guillén de Moncada, vi duque de San Juan, ix duque de Montalto, vii duque de Bivona (1670–1743)         |  |  |  |  |  |  |  |  |  |  |  |  |  |  |
|                                                                                                  |                                                                                                  |                                                                                                  |                                                                                                  |                                                                                                  |                                                                                                  |  |  | Catalina de Moncada y Aragón, marquesa de Villafranca, ix duquesa de Montalto, vii duquesa de Bivona (1665-1727)                               | Catalina de Moncada y Aragón, marquesa de Villafranca, ix duquesa de Montalto, vii duquesa de Bivona (1665-1727)                               | Catalina de Moncada y Aragón, marquesa de Villafranca, ix duquesa de Montalto, vii duquesa de Bivona (1665-1727)                               | Catalina de Moncada y Aragón, marquesa de Villafranca, ix duquesa de Montalto, vii duquesa de Bivona (1665-1727)                               | Catalina de Moncada y Aragón, marquesa de Villafranca, ix duquesa de Montalto, vii duquesa de Bivona (1665-1727)                               | Catalina de Moncada y Aragón, marquesa de Villafranca, ix duquesa de Montalto, vii duquesa de Bivona (1665-1727)                               |  |  | Luis Guillén de Moncada, vi duque de San Juan, ix duque de Montalto, vii duque de Bivona (1670–1743)         | Luis Guillén de Moncada, vi duque de San Juan, ix duque de Montalto, vii duque de Bivona (1670–1743)         | Luis Guillén de Moncada, vi duque de San Juan, ix duque de Montalto, vii duque de Bivona (1670–1743)         | Luis Guillén de Moncada, vi duque de San Juan, ix duque de Montalto, vii duque de Bivona (1670–1743)         | Luis Guillén de Moncada, vi duque de San Juan, ix duque de Montalto, vii duque de Bivona (1670–1743)         | Luis Guillén de Moncada, vi duque de San Juan, ix duque de Montalto, vii duque de Bivona (1670–1743)         |  |  |  |  |  |  |  |  |  |  |  |  |  |  |
|                                                                                                  |                                                                                                  |                                                                                                  |                                                                                                  |                                                                                                  |                                                                                                  |  |  | Fadrique Álvarez de Toledo, ix marqués de Villafranca, viii duque de Bivona (1686-1753)                                                        | Fadrique Álvarez de Toledo, ix marqués de Villafranca, viii duque de Bivona (1686-1753)                                                        | Fadrique Álvarez de Toledo, ix marqués de Villafranca, viii duque de Bivona (1686-1753)                                                        | Fadrique Álvarez de Toledo, ix marqués de Villafranca, viii duque de Bivona (1686-1753)                                                        | Fadrique Álvarez de Toledo, ix marqués de Villafranca, viii duque de Bivona (1686-1753)                                                        | Fadrique Álvarez de Toledo, ix marqués de Villafranca, viii duque de Bivona (1686-1753)                                                        |  |  | Francisco Rodrigo de Moncada, viii príncipe de Paternò (1696–1763) Con sucesión en los príncipes de Paternò. | Francisco Rodrigo de Moncada, viii príncipe de Paternò (1696–1763) Con sucesión en los príncipes de Paternò. | Francisco Rodrigo de Moncada, viii príncipe de Paternò (1696–1763) Con sucesión en los príncipes de Paternò. | Francisco Rodrigo de Moncada, viii príncipe de Paternò (1696–1763) Con sucesión en los príncipes de Paternò. | Francisco Rodrigo de Moncada, viii príncipe de Paternò (1696–1763) Con sucesión en los príncipes de Paternò. | Francisco Rodrigo de Moncada, viii príncipe de Paternò (1696–1763) Con sucesión en los príncipes de Paternò. |  |  |  |  |  |  |  |  |  |  |  |  |  |  |
|                                                                                                  |                                                                                                  |                                                                                                  |                                                                                                  |                                                                                                  |                                                                                                  |  |  | Fadrique Álvarez de Toledo, ix marqués de Villafranca, viii duque de Bivona (1686-1753)                                                        | Fadrique Álvarez de Toledo, ix marqués de Villafranca, viii duque de Bivona (1686-1753)                                                        | Fadrique Álvarez de Toledo, ix marqués de Villafranca, viii duque de Bivona (1686-1753)                                                        | Fadrique Álvarez de Toledo, ix marqués de Villafranca, viii duque de Bivona (1686-1753)                                                        | Fadrique Álvarez de Toledo, ix marqués de Villafranca, viii duque de Bivona (1686-1753)                                                        | Fadrique Álvarez de Toledo, ix marqués de Villafranca, viii duque de Bivona (1686-1753)                                                        |  |  | Francisco Rodrigo de Moncada, viii príncipe de Paternò (1696–1763) Con sucesión en los príncipes de Paternò. | Francisco Rodrigo de Moncada, viii príncipe de Paternò (1696–1763) Con sucesión en los príncipes de Paternò. | Francisco Rodrigo de Moncada, viii príncipe de Paternò (1696–1763) Con sucesión en los príncipes de Paternò. | Francisco Rodrigo de Moncada, viii príncipe de Paternò (1696–1763) Con sucesión en los príncipes de Paternò. | Francisco Rodrigo de Moncada, viii príncipe de Paternò (1696–1763) Con sucesión en los príncipes de Paternò. | Francisco Rodrigo de Moncada, viii príncipe de Paternò (1696–1763) Con sucesión en los príncipes de Paternò. |  |  |  |  |  |  |  |  |  |  |  |  |  |  |
|                                                                                                  |                                                                                                  |                                                                                                  |                                                                                                  |                                                                                                  |                                                                                                  |  |  | Antonio Álvarez de Toledo, x marqués de Villafranca, IX duque de Bivona (1716–1773)                                                            | | | | | |  |  | | | | | | |  |  |  |  |  |  |  |  |  |  |  |  |  |  |
|                                                                                                  |                                                                                                  |                                                                                                  |                                                                                                  |                                                                                                  |                                                                                                  |  |  | | | | | | |  |  | | | | | | |  |  |  |  |  |  |  |  |  |  |  |  |  |  |
|                                                                                                  |                                                                                                  |                                                                                                  |                                                                                                  |                                                                                                  |                                                                                                  |  |  | | | | | | |  |  | | | | | | |  |  |  |  |  |  |  |  |  |  |  |  |  |  |
| José Álvarez de Toledo, duque de Alba, xv duque de Medina Sidonia, x duque de Bivona (1756–1796) | José Álvarez de Toledo, duque de Alba, xv duque de Medina Sidonia, x duque de Bivona (1756–1796) | José Álvarez de Toledo, duque de Alba, xv duque de Medina Sidonia, x duque de Bivona (1756–1796) | José Álvarez de Toledo, duque de Alba, xv duque de Medina Sidonia, x duque de Bivona (1756–1796) | José Álvarez de Toledo, duque de Alba, xv duque de Medina Sidonia, x duque de Bivona (1756–1796) | José Álvarez de Toledo, duque de Alba, xv duque de Medina Sidonia, x duque de Bivona (1756–1796) |  |  | Francisco de Borja Álvarez de Toledo, xvi duque de Medina Sidonia, XI duque de Bivona (1763–1821)                                              | Francisco de Borja Álvarez de Toledo, xvi duque de Medina Sidonia, XI duque de Bivona (1763–1821)                                              | Francisco de Borja Álvarez de Toledo, xvi duque de Medina Sidonia, XI duque de Bivona (1763–1821)                                              | Francisco de Borja Álvarez de Toledo, xvi duque de Medina Sidonia, XI duque de Bivona (1763–1821)                                              | Francisco de Borja Álvarez de Toledo, xvi duque de Medina Sidonia, XI duque de Bivona (1763–1821)                                              | Francisco de Borja Álvarez de Toledo, xvi duque de Medina Sidonia, XI duque de Bivona (1763–1821)                                              |  |  | | | | | | |  |  |  |  |  |  |  |  |  |  |  |  |  |  |
| José Álvarez de Toledo, duque de Alba, xv duque de Medina Sidonia, x duque de Bivona (1756–1796) | José Álvarez de Toledo, duque de Alba, xv duque de Medina Sidonia, x duque de Bivona (1756–1796) | José Álvarez de Toledo, duque de Alba, xv duque de Medina Sidonia, x duque de Bivona (1756–1796) | José Álvarez de Toledo, duque de Alba, xv duque de Medina Sidonia, x duque de Bivona (1756–1796) | José Álvarez de Toledo, duque de Alba, xv duque de Medina Sidonia, x duque de Bivona (1756–1796) | José Álvarez de Toledo, duque de Alba, xv duque de Medina Sidonia, x duque de Bivona (1756–1796) |  |  | Francisco de Borja Álvarez de Toledo, xvi duque de Medina Sidonia, XI duque de Bivona (1763–1821)                                              | Francisco de Borja Álvarez de Toledo, xvi duque de Medina Sidonia, XI duque de Bivona (1763–1821)                                              | Francisco de Borja Álvarez de Toledo, xvi duque de Medina Sidonia, XI duque de Bivona (1763–1821)                                              | Francisco de Borja Álvarez de Toledo, xvi duque de Medina Sidonia, XI duque de Bivona (1763–1821)                                              | Francisco de Borja Álvarez de Toledo, xvi duque de Medina Sidonia, XI duque de Bivona (1763–1821)                                              | Francisco de Borja Álvarez de Toledo, xvi duque de Medina Sidonia, XI duque de Bivona (1763–1821)                                              |  |  | | | | | | |  |  |  |  |  |  |  |  |  |  |  |  |  |  |
|                                                                                                  |                                                                                                  |                                                                                                  |                                                                                                  |                                                                                                  |                                                                                                  |  |  | | | | | | |  |  | | | | | | |  |  |  |  |  |  |  |  |  |  |  |  |  |  |
|                                                                                                  |                                                                                                  |                                                                                                  |                                                                                                  |                                                                                                  |                                                                                                  |  |  | Pedro de Alcántara Álvarez de Toledo, xvii duque de Medina Sidonia, xii duque de Bivona (1803–1867) Con sucesión en la casa de Medina Sidonia. | Pedro de Alcántara Álvarez de Toledo, xvii duque de Medina Sidonia, xii duque de Bivona (1803–1867) Con sucesión en la casa de Medina Sidonia. | Pedro de Alcántara Álvarez de Toledo, xvii duque de Medina Sidonia, xii duque de Bivona (1803–1867) Con sucesión en la casa de Medina Sidonia. | Pedro de Alcántara Álvarez de Toledo, xvii duque de Medina Sidonia, xii duque de Bivona (1803–1867) Con sucesión en la casa de Medina Sidonia. | Pedro de Alcántara Álvarez de Toledo, xvii duque de Medina Sidonia, xii duque de Bivona (1803–1867) Con sucesión en la casa de Medina Sidonia. | Pedro de Alcántara Álvarez de Toledo, xvii duque de Medina Sidonia, xii duque de Bivona (1803–1867) Con sucesión en la casa de Medina Sidonia. |  |  | José María Álvarez de Toledo, xiii duque de Bivona (1812–1885)                                               | José María Álvarez de Toledo, xiii duque de Bivona (1812–1885)                                               | José María Álvarez de Toledo, xiii duque de Bivona (1812–1885)                                               | José María Álvarez de Toledo, xiii duque de Bivona (1812–1885)                                               | José María Álvarez de Toledo, xiii duque de Bivona (1812–1885)                                               | José María Álvarez de Toledo, xiii duque de Bivona (1812–1885)                                               |  |  |  |  |  |  |  |  |  |  |  |  |  |  |
|                                                                                                  |                                                                                                  |                                                                                                  |                                                                                                  |                                                                                                  |                                                                                                  |  |  | Pedro de Alcántara Álvarez de Toledo, xvii duque de Medina Sidonia, xii duque de Bivona (1803–1867) Con sucesión en la casa de Medina Sidonia. | Pedro de Alcántara Álvarez de Toledo, xvii duque de Medina Sidonia, xii duque de Bivona (1803–1867) Con sucesión en la casa de Medina Sidonia. | Pedro de Alcántara Álvarez de Toledo, xvii duque de Medina Sidonia, xii duque de Bivona (1803–1867) Con sucesión en la casa de Medina Sidonia. | Pedro de Alcántara Álvarez de Toledo, xvii duque de Medina Sidonia, xii duque de Bivona (1803–1867) Con sucesión en la casa de Medina Sidonia. | Pedro de Alcántara Álvarez de Toledo, xvii duque de Medina Sidonia, xii duque de Bivona (1803–1867) Con sucesión en la casa de Medina Sidonia. | Pedro de Alcántara Álvarez de Toledo, xvii duque de Medina Sidonia, xii duque de Bivona (1803–1867) Con sucesión en la casa de Medina Sidonia. |  |  | José María Álvarez de Toledo, xiii duque de Bivona (1812–1885)                                               | José María Álvarez de Toledo, xiii duque de Bivona (1812–1885)                                               | José María Álvarez de Toledo, xiii duque de Bivona (1812–1885)                                               | José María Álvarez de Toledo, xiii duque de Bivona (1812–1885)                                               | José María Álvarez de Toledo, xiii duque de Bivona (1812–1885)                                               | José María Álvarez de Toledo, xiii duque de Bivona (1812–1885)                                               |  |  |  |  |  |  |  |  |  |  |  |  |  |  |
|                                                                                                  |                                                                                                  |                                                                                                  |                                                                                                  |                                                                                                  |                                                                                                  |  |  | | | | | | |  |  | José María Álvarez de Toledo, xiv duque de Bivona (1838–1898)                                                | | | | | |  |  |  |  |  |  |  |  |  |  |  |  |  |  |
|                                                                                                  |                                                                                                  |                                                                                                  |                                                                                                  |                                                                                                  |                                                                                                  |  |  | | | | | | |  |  | | | | | | |  |  |  |  |  |  |  |  |  |  |  |  |  |  |
|                                                                                                  |                                                                                                  |                                                                                                  |                                                                                                  |                                                                                                  |                                                                                                  |  |  | | | | | | |  |  | | | | | | |  |  |  |  |  |  |  |  |  |  |  |  |  |  |
|                                                                                                  |                                                                                                  |                                                                                                  |                                                                                                  |                                                                                                  |                                                                                                  |  |  | Tristán Álvarez de Toledo, xv duque de Bivona (1838–1898)                                                                                      | Tristán Álvarez de Toledo, xv duque de Bivona (1838–1898)                                                                                      | Tristán Álvarez de Toledo, xv duque de Bivona (1838–1898)                                                                                      | Tristán Álvarez de Toledo, xv duque de Bivona (1838–1898)                                                                                      | Tristán Álvarez de Toledo, xv duque de Bivona (1838–1898)                                                                                      | Tristán Álvarez de Toledo, xv duque de Bivona (1838–1898)                                                                                      |  |  | Silvia Álvarez de Toledo, duquesa de Fernán Núñez, xvi duquesa de Bivona (1873–1932)                         | Silvia Álvarez de Toledo, duquesa de Fernán Núñez, xvi duquesa de Bivona (1873–1932)                         | Silvia Álvarez de Toledo, duquesa de Fernán Núñez, xvi duquesa de Bivona (1873–1932)                         | Silvia Álvarez de Toledo, duquesa de Fernán Núñez, xvi duquesa de Bivona (1873–1932)                         | Silvia Álvarez de Toledo, duquesa de Fernán Núñez, xvi duquesa de Bivona (1873–1932)                         | Silvia Álvarez de Toledo, duquesa de Fernán Núñez, xvi duquesa de Bivona (1873–1932)                         |  |  |  |  |  |  |  |  |  |  |  |  |  |  |
|                                                                                                  |                                                                                                  |                                                                                                  |                                                                                                  |                                                                                                  |                                                                                                  |  |  | Tristán Álvarez de Toledo, xv duque de Bivona (1838–1898)                                                                                      | Tristán Álvarez de Toledo, xv duque de Bivona (1838–1898)                                                                                      | Tristán Álvarez de Toledo, xv duque de Bivona (1838–1898)                                                                                      | Tristán Álvarez de Toledo, xv duque de Bivona (1838–1898)                                                                                      | Tristán Álvarez de Toledo, xv duque de Bivona (1838–1898)                                                                                      | Tristán Álvarez de Toledo, xv duque de Bivona (1838–1898)                                                                                      |  |  | Silvia Álvarez de Toledo, duquesa de Fernán Núñez, xvi duquesa de Bivona (1873–1932)                         | Silvia Álvarez de Toledo, duquesa de Fernán Núñez, xvi duquesa de Bivona (1873–1932)                         | Silvia Álvarez de Toledo, duquesa de Fernán Núñez, xvi duquesa de Bivona (1873–1932)                         | Silvia Álvarez de Toledo, duquesa de Fernán Núñez, xvi duquesa de Bivona (1873–1932)                         | Silvia Álvarez de Toledo, duquesa de Fernán Núñez, xvi duquesa de Bivona (1873–1932)                         | Silvia Álvarez de Toledo, duquesa de Fernán Núñez, xvi duquesa de Bivona (1873–1932)                         |  |  |  |  |  |  |  |  |  |  |  |  |  |  |
|                                                                                                  |                                                                                                  |                                                                                                  |                                                                                                  |                                                                                                  |                                                                                                  |  |  | | | | | | |  |  | Manuel Falcó, v duque de Fernán Núñez (1897–1936)                                                            | | | | | |  |  |  |  |  |  |  |  |  |  |  |  |  |  |
|                                                                                                  |                                                                                                  |                                                                                                  |                                                                                                  |                                                                                                  |                                                                                                  |  |  | | | | | | |  |  | | | | | | |  |  |  |  |  |  |  |  |  |  |  |  |  |  |
|                                                                                                  |                                                                                                  |                                                                                                  |                                                                                                  |                                                                                                  |                                                                                                  |  |  | | | | | | |  |  | Manuel Falcó, vi duque de Fernán Núñez, xvii duque de Bivona (n. 1936)                                       | | | | | |  |  |  |  |  |  |  |  |  |  |  |  |  |  |
|                                                                                                  |                                                                                                  |                                                                                                  |                                                                                                  |                                                                                                  |                                                                                                  |  |  | | | | | | |  |  | | | | | | |  |  |  |  |  |  |  |  |  |  |  |  |  |  |
|                                                                                                  |                                                                                                  |                                                                                                  |                                                                                                  |                                                                                                  |                                                                                                  |  |  | | | | | | |  |  | Manuel Falcó y Ligués (n. 1987)                                                                              | | | | | |  |  |  |  |  |  |  |  |  |  |  |  |  |  |

## Los duques de Bivona, título del reino de España
- José María Álvarez de Toledo y Palafox (1812-1885), I duque de Bivona.[1] En 12 de octubre de 1885, le sucedió su hijo:[1]

- José María Álvarez de Toledo y Acuña, (París, 6 de agosto de 1838-Madrid, 31 de agosto de 1898), II duque de Bivona.[2] y I conde de Xiquena,[3]  Ministro de Fomento, vicepresidente del Congreso de los Diputados, ministro plenipotenciario en Constantinopla y Bruselas, senador del Reino, hijo de José María Álvarez de Toledo Palafox, hermano del XIII marquesado de Villafranca del Bierzo.

Se casó el 21 de agosto de 1864 con Jacinta Gutiérrez de la Concha Fernández de Luco, hija de José Gutiérrez de la Concha, I marqués de La Habana, y de Vicenta Fernández de Luco. En 4 de octubre de 1898 por cesión sucedió su hijo:
- Tristán Álvarez de Toledo y Gutiérrez de la Concha, (Nápoles, 9 de febrero de 1869-Murcia, 28 de marzo de 1926), III duque de Bivona[2] y II conde de Xiquena,[3]

Contrajo matrimonio con Clara Lengo Gargollo. Sin descendencia. En 24 de agosto de 1926, le sucedió su hermana:
- Silvia Álvarez de Toledo y Gutiérrez de la Concha, (Nápoles, 13 de junio de 1875-Berlín, 6 de agosto de 1932), IV duquesa de Bivona[2] y III condesa de Xiquena.[3]

Se casó el 25 de junio de 1896 con Manuel Falcó y Osorio (Dave, Namur, 1856-Madrid, 8 de mayo de 1927), IV duque de Fernán Núñez y XIII marqués de Alameda. En 6 de abril de 1956, le sucedió su nieto:
- Manuel Falcó y Anchorena (n. Madrid, 18 de octubre de 1936), V duque de Bivona,[1] XV marqués de Almonacir,[5] XII marqués de Almonacid de los Oteros,[5][6] VI duque de Fernán Núñez,[7] XI conde de Cervellón,[8] IX marqués de la Mina,[9] XVI conde de Barajas,[10] XV marqués de Alameda,[5]  XI marqués de Castelnovo,[5] XVI marqués de Miranda de Anta,[5] XVII conde de Anna,[5] XV conde de Molina de Herrera,[5] XI conde de Montehermoso,[5] XIII conde de Pezuela de las Torres,[5] XI conde de Puertollano,[5] XII conde de Saldueña,[5] señor de la Higuera de Vargas,[11] VII duque del Arco[12] y V conde de Xiquena.

Casado el 29 de mayo de 1986 con María Cristina Ligués y Creus. Padres de Manuel Fernando (n. Madrid, 23 de junio de 1987) y de Cristina Falcó y Ligués (n. Madrid, 12 de julio de 1988).